# ブランディ・カーライル
ブランディ・カーライル（英語: Brandi M. Carlile、1981年6月1日 - ）は、米国グラミー賞で3回受賞歴のあるシンガーソングライター兼プロデューサーで、その音楽は複数のジャンルにまたがっている。 2018年現在、The Firewatcher's Daughter、 By the Way, I Forgive Youを含む6枚のスタジオアルバムを発売し、グラミー賞に7回ノミネートされている。第61回グラミー賞でアルバムオブザイヤー（By the Way, I Forgive You）、レコードオブザイヤー（The Joke）、ソングオブザイヤー（The Joke）を含み6部門でノミネートされた、最多ノミネートの女性 。
カーライルは高校を中退し、ピアノとギターを教えながら音楽の仕事をした。メジャーレーベルからのデビューアルバム、Brandi Carlileは評論家の称賛を得たが、商業的成功は限られたものだった。 彼女の2007年シングルThe Storyと、同じタイトルのアルバムで、より広く認識され、アルバムは2017年にゴールドディスクを獲得し、現在までに50万部以上販売されている 。 The Firewatcher's Daughterでグラミー賞「最優秀アメリカーナ・アルバム賞」部門にノミネートされ、Billboard 200で最高9位に達した。
カーライルは、The Story （2007）、 Give Up the Ghost（2009）、Live at Benaroya Hall with the Seattle Symphony （2011）を含む7枚のアルバムをリリースしていて、後にTop Rock Albumsチャートの14位に達した。。 2017年5月、カーライルはCover Storiesをリリースし、アデル、パール・ジャム、ドリー・パートンを含む14人のアーティストを擁してThe Storyアルバムのトラックをカバーし、Billboard 200で30位に達した。 最新作By the Way, I Forgive Youは、2018年2月にリリースされ、評論家からも商業的な評価も得て、ビルボード200では自己最高の5位で登場し、またビルボードのトップロックアルバムでは1位に達した。
カーライルの長年にわたる音楽は、ポップ、ロック、オルタナティブカントリー、フォークなど、いくつかのジャンルに分類されてきた。 「I've gone through all sorts of vocal phases, from pop to blues to R&B, but no matter what I do, I just can't get the country and western out of my voice.（ポップからブルース、R＆Bまで、あらゆる種類のボーカルフェーズを経てきたが、何をしても、カントリーとウェスタンを自分の声から引き離すことはできない）」と彼女は言った。 カーライルは健康問題への意識を広めることから女性のエンパワーメントに至るまで多岐にわたる社会活動を行っている。

## 来歴

### 1981–2003: 生い立ち
カーライルは1981年6月1日、アメリカ合衆国ワシントン州レイブンズデール、シアトルの40マイル郊外で生まれた。隣家とは数マイル離れているような辺鄙な家で育ち、彼女の兄弟ジェイと姉妹ティファニーと、森の中で演奏したり砦を建設して過ごした。 母親が歌手で、自身が少女だったときに歌うように教えてくれたので、8歳のときにステージでカントリーソングを歌い始めた。 彼女はタホマ高校に通ったが、音楽キャリアを追求するために中退した。 
8歳の時、カーライルは母親のTeresa Carlileとジョニー・キャッシュの "Tennessee Flat Top Box"を演奏し、15歳でギターを弾いて歌を書き始めた。 16歳の時、カーライルはエルヴィス・プレスリーコピーバンドのバックアップシンガーとなった。 カーライルによれば、彼女は10代時にADHDと診断され、音楽のキャリアを追求するために学校をやめた。 エルトン・ジョンの音楽を聴くといいよと薦められて、それからピアノを弾くようになり、17歳でギターを弾くようになった。

### 2004–2006: デビューに至るまで

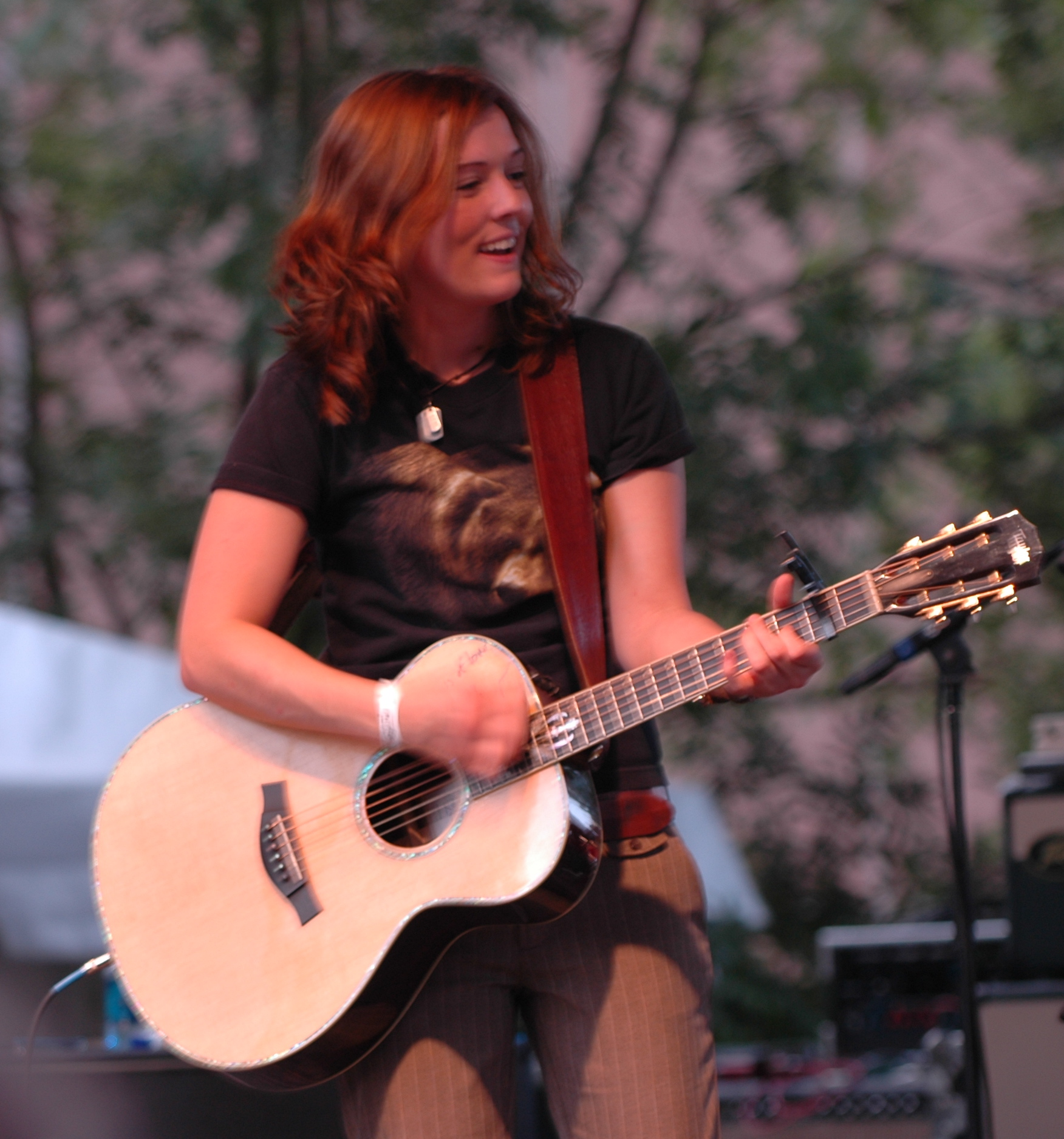
Carlile performing in Birmingham, Alabama in 2006

カーライルは、双子の兄弟TimとPhil Hanserothと共に、シアトルのクラブで音楽活動を始めた。 頻繁に自宅録音していた曲の良さを評価したコロンビア・レコードと契約。2005年、自身の名前をタイトルとしたアルバムBrandi Carlileを発表。これは（自宅録音の）既存曲に加え新曲録音を加えてリリースされた。翌年2006年にコロンビアから再リリース盤では、「Throw It All Away」と「What Can I Say」が再録音され変更されている。
アルバムは高評価を得た。 彼女は、Rolling Ston誌の「2005年に注目する10人のアーティスト」リスト、およびInterview誌、Paste誌による「注目するアーティスト」リストで紹介された。スティーヴン・トマス・アールワインはこのアルバムのレビューの中で、次のように書いている。

"The accolades, combined with cover artwork that captures her at her cutest – as if she were a cousin of Rachael Leigh Cook – might make some listeners suspicious of Carlile, since the cumulative effect makes her seem like a pretty, prepackaged creation." He further wrote, "her music is... rich, warm, and seductive, familiar in its form and sound, yet sounding fresh, even original, particularly in how her folky singer/songwriter foundation blends with her art-pop inclinations."—Stephen Thomas Erlewine、Brandi Carlile – Brandi Carlile – Songs, Reviews, Credits, Awards – AllMusic
アルバムはビルボード200で最高80位に達し、同USフォークアルバムチャートで1位に達した。
アルバムをリリースして間もなく、彼女はシアトルの家を出て、最も初期の録音をともに行ったHanseroth兄弟と一緒に、単独国内ツアーを行った。 今日の彼女のバンドのコアを形成するtightly knit trioは、後に彼女のアルバムThe Storyの一部となる曲をつくるために2年間の大部分を費やした。
2006年の終わりまでに、カーライルはいくつかの主催ツアー、Ray LaMontagne、The Fray、Chris Isaak、Tori Amos、そしてShawn Colvinを含むさまざまなアーティストをサポートした。

### 2007–2009: 画期的なアルバムThe Story
彼女のセカンドアルバムThe StoryはT Bone Burnettによってプロデュースされた。 「キャノンボール」でのインディゴガールズとのコラボレーションが含まれている。 このアルバムは、カーライル、双子（TimとPhil Hanseroth）、そしてドラマーのMatt Chamberlainとの11日間にわたるセッションで、カーライルのライブパフォーマンスの生の強さを捉えた。 「The Story」というタイトルトラックでのカーライルのヴォーカルのひび割れは偶然に起こり、アルバムのレコーディング方法の直接的な結果だった。「The Story」は2008年の夏季オリンピックの間にゼネラルモーターズのコマーシャルで大いに取り上げられ、彼女の音楽の露出が増えた。 「The Story」は、iTunes Music Storeで最も購入されているリストの5位に達した。 この曲は2008年のスーパーボックのコマーシャルでも使用され、ポルトガルのチャートで1位、アルバムは4位に到達した 。 「The Story」は恋愛映画 『The Lucky One（一枚のめぐり逢い）』のエンドクレジットにも起用された。

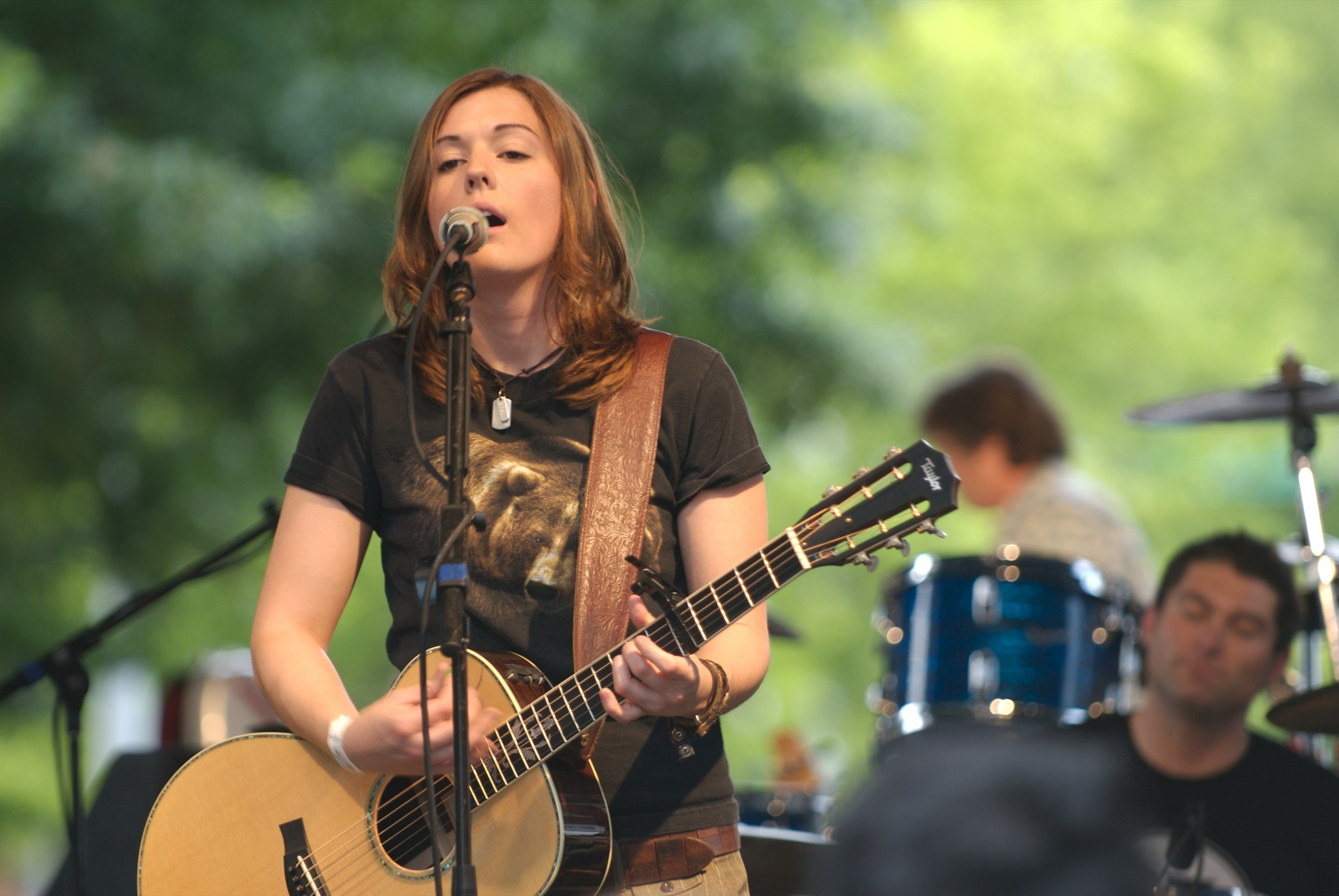
Her song "The Story" became her first single to reach No. 1 (in Portugal).

アルバムはビルボード200で41位、USロックアルバムで最高10位に達した。 米国での広告によるアルバムのダウンロード数の増加（前述）に応じて、アルバムの売上高は1,323から6,198に368％増加した。 今日までに、アルバムは米国で257,776枚を販売した。 リードシングル「The Story」は、28,091点のデジタルコピーのダウンロードが増加した。
音楽評論家のスティーヴン・トマス・アールワインは、次のように語った。

The roiling collection fulfills the promise of her remarkable debut, offering resounding confirmation that Carlile is a singular talent.
—Stephen Thomas Erlewine、The Story – Brandi Carlile – Songs, Reviews, Credits, Awards – AllMusic

It wasn't until 2007's The Story—her T-Bone Burnett-produced sophomore release—that we realized even half of what we'd been dealt. Nearly a minute into the second song, something about her shifted from promise to absolute certainty as Carlile let loose a hurricane of lung power.
—Rachael Maddux、Paste magazine
彼女の以前の（同名の）アルバム、「Tragedy」、「What Can I Say」、および「Throw It All Away」からの3曲が、テレビドラマGrey's Anatomy（グレイズ・アナトミー 恋の解剖学）で起用された。同番組の2時間スペシャル版、スピンオフのPrivate Practiceの映像の間に「Turpentine」が用いられた。 Grey's Anatomyはまた、「The Story」のミュージックビデオのバージョンを点在させた番組を公開した。 女優のサラ・ラミレス（Sara Ramirez）は、musical episodeで「The Story」のカバーを披露した。

## 私生活

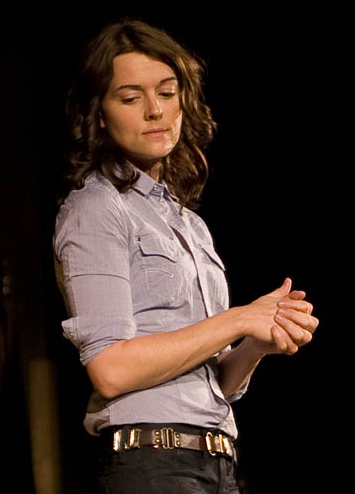
Carlile on stage in 2010

2002年11月のインタビューで、カーライルは自身をレズビアンとして表明した。
後のインタビューでは、こうコメントしている。

I don't have to have a lot of formality around it ... there were people before me who paved the way.
—Brandi Carlile、Los Angeles Times
2012年6月、Catherine Shepherdと婚約した。2人は2012年9月15日にマサチューセッツ州ボストンで結婚した。カップルには、2人の娘がいる。

カーライルはローデシアン・リッジバックの犬、馬、山羊、五匹の鶏と猫を飼っている。 彼女は両肩にアウリンの入れ墨を入れている。 彼女はクリスチャンで、ワシントン州メープルバレーに住んでいる。

## 社会活動・人道的活動
2008年に、自身が信じる原因に対して経済的支援を与えるために、501(c)(3)組織であるLooking Out Foundation（財団）を設立した。同財団は、ReverbNation、米国糖尿病協会、地球を称えるに助成金を出している。ブリッジスクール、ユニセフ、The Women's Funding Alliance（女性基金同盟）、国境なき医師団、その他多数のヒューマン・ライツ・キャンペーンにも関与している。同財団は、Looking Out For The Hungry, The If Project and The Story Campaign. など多くの草の根キャンペーンを開始した。 カーライルはまた、コンサートチケットの販売毎に1ドルを財団に寄付している。

## ディスコグラフィ
スタジオアルバム
- Brandi Carlile  (2005年)
- The Story  (2007年)
- Give Up the Ghost  (2009年)
- Bear Creek (2012年)
- The Firewatcher's Daughter (2015年)
- By the Way, I Forgive You (2018年)
- In These Silent Days (2021年)

## 受賞歴
- Seattle's City of Music Breakthrough Award（2010年）[32]

| 年   | 賞                              | 部門                            | 対象                       | 結果       |
| ---- | ------------------------------- | ------------------------------- | -------------------------- | ---------- |
| 2010 | GLAAD Media Awards              | Outstanding Music Artist        | Brandi Carlile             | ノミネート |
| 2015 | Grammy Awards                   | Best Americana Album            | The Firewatcher's Daughter | ノミネート |
| 2018 | Americana Music Honors & Awards | Artist of the Year              | Brandi Carlile             | ノミネート |
| 2018 | Americana Music Honors & Awards | Song of the Year                | "The Joke"                 | ノミネート |
| 2018 | Americana Music Honors & Awards | Album of the Year               | By the Way, I Forgive You  | ノミネート |
| 2018 | UK Americana Awards             | International Album of the Year | By the Way, I Forgive You  | ノミネート |
| 2018 | UK Americana Awards             | International Song of the Year  | "The Joke"                 | 受賞       |
| 2019 | Grammy Awards                   | Album of the Year               | By the Way, I Forgive You  | ノミネート |
| 2019 | Grammy Awards                   | Best Americana Album            | By the Way, I Forgive You  | 受賞       |
| 2019 | Grammy Awards                   | Record of the Year              | "The Joke"                 | ノミネート |
| 2019 | Grammy Awards                   | Song of the Year                | "The Joke"                 | ノミネート |
| 2019 | Grammy Awards                   | Best American Roots Song        | "The Joke"                 | 受賞       |
| 2019 | Grammy Awards                   | Best American Roots Performance | "The Joke"                 | 受賞       |

## 公演
2018年7月、自身の主催音楽祭、Girls Just Wanna Weekendの創設を発表した。 このフェスティバルは、2019年1月にメキシコで開催され、インディゴ・ガールズ、マレン・モリス、マーゴ・プライス、パティ・グリフィンなどの女性ミュージシャンが参加する 。 カーライルは何年もの間カヤモクルーズフェスティバル（Cayamo Cruise festival）に参加したことで、主催フェス開催を着想を得た。